# Forêts tempérées de Richmond
Localisation
Les forêts tempérées de Richmond forment une écorégion définie par le fonds mondial pour la Nature (WWF). Elle couvre l'extrémité nord-est du territoire de l'île du Sud en Nouvelle-Zélande. Elle appartient à l'écozone australasienne et au biome des forêts tempérées décidues et mixtes. 

## Protection
38 % de la superficie de l'écorégion sont couverts par des aires protégées ; la plus grande est le parc national des lacs Nelson (1 018 km2).